# 高氯酸铬
高氯酸铬是一种无机化合物，化学式 Cr(ClO4)3。它的六水合物 Cr(ClO4)3·6H2O 是一种青色固体，可溶于水。

## 制备
高氯酸铬可以由三氧化二铬或氢氧化铬和高氯酸反应而成：
Cr2O3 + 6HClO4 → 2Cr(ClO4)3 + 3H2O

## 水合物
高氯酸铬有多种水合物，如六水合物 Cr(ClO4)3·6H2O和九水合物 Cr(ClO4)3·9H2O。它们都是青色、可溶于水的物质。

## 相关化合物
- Cr(ClO4)3 在适当条件下和NH3反应，会形成橙色的六氨合物 Cr(ClO4)3·6NH3。[3]其它通式为 Cr(ClO4)3(NH3)x 的化合物也是已知的。当 x = 3时，这种化合物是红色的，当x = 4或5 时则是橙色。[4]六氨合物会爆炸。[4]
- Cr(ClO4)3也会和N2H4形成配合物，例如紫色的Cr(ClO4)3·2N2H4。[5]
- Cr(ClO4)3 还会和CO(NH2)2形成配合物，例如六角形结构的 Cr(ClO4)3·6CO(NH2)2。[6]